# Bupares
Genre
Bupares est un genre d'opilions laniatores de la famille des Beloniscidae.

## Distribution
Les espèces de ce genre se rencontrent en Asie du Sud-Est.

## Liste des espèces
Selon World Catalogue of Opiliones (26/06/2021) :
- Bupares armatus Roewer, 1949
- Bupares caper Thorell, 1889
- Bupares chelicornis Roewer, 1927
- Bupares degerbolae Suzuki, 1985
- Bupares granulatus Thorell, 1890
- Bupares pachytarsus Roewer, 1933
- Bupares stridulator Roewer, 1949
- Bupares trochanteralis Roewer, 1949

## Publication originale
- Thorell, 1889 : « Aracnidi Artrogastri Birmani raccolti da L. Fea nel 1885-1887. » Annali del Museo Civico di Storia Naturale di Genova, sér. 2, vol. 7, p. 521-729 (texte intégral).